# Смели Џек (разгледница)
Смели Џек (енгл. Saucy Jack) је разгледница коју је наводно послао лондонски убица Џек Трбосек. У разгледници пише како су две жене убијене јако близу једна другој. Реч је о Кетрин Едоуз и Елизабет Страјд. Убијене су рано ујутро 30. септембра 1888. Неки тврде да је писмо послано пре убиства и да је право зато што аутор писма не би могао знати шта ће се догодити. Но писмо је печатирано више од 24 сата пошто се убиство десило и тада су новинари већ знали шта за то. 
Текст разгледнице говори:
| I was not codding dear old Boss when I gave you the tip, you'll hear about Saucy Jacky's work tomorrow double event this time number one squealed a bit couldn't finish striaght off. Had not got time to get ears off for police thanks for keeping last letter back till I got to work again. -Jack the Ripper | Нисам страшио доброг старог Шефа када сам вам дао траг, о раду Смелог Џекија чућете сутра двоструки догађај овај пут број један је мало вриштала део није могао да доврши одмах. Није имао времена да одсече уши за полицију хвала што си сачувао последње писмо пре него што сам се поново бацио на посао. -Џек Трбосек |